# فاني مندلسون
فاني سيسيلي مندلسون بارثولدي التي بعد زواجها عرفت باسم فاني هنسل، هي عازفة بيانو وملحنة ألمانية. ولدت في 14 نوفمبر عام 1805 وتوفيت في تاريخ 14 مايو 1847.
قامت بتأليف أكثر من 460 مقطوعة موسيقية. تضمنت مؤلفاتها ثلاثية بيانو وعدة كتب لمقطوعات منفردة للبيانو وذلك بالإضافة إلى العديد من الأغاني التي قامت بتأليفها. تم نشر عدة من مؤلفاتها وأغنياتها تحت اسم أخيها، فيلكس مندلسون، ضمن مجموعة أعماله الفنية الثامنة والتاسعة. أعمالها للبيانو في الغالب تتخذ طابع وأسلوب الأغنيات، والكثير من هذه المؤلفات تحمل اسم أغاني البيانو.

## أعمالها الموسيقية
قامت مندلسون بتأليف أكثر من 460 مقطوعة موسيقية التي تضمنت أكثر من 250 أغنية، 125 عمل للبيانو، أربعة مؤلفات من نوع «كانتاتا» (cantata)، والكثير من موسيقى الصالة الأدواتية الموسيقية، بالإضافة إلى العديد من الأعمال والمؤلفات الصوتية. هذه المؤلفات الفنية تضمنت أيضًا ثلاثية البيانو، وعدة كتب لمقطوعات منفردة للبيانو وذلك بالإضافة إلى العديد من الأغاني التي قامت بتأليفها. تم نشر عدة من مؤلفاتها تحت اسم أخيها، فيلكس مندلسون، ضمن مجموعة أعماله الفنية الثامنة والتاسعة. أعمالها للبيانو في الغالب تتخذ طابع وأسلوب الأغنيات. قامت بتأليف المقطوعات الأكثر شهرة لها والتي هي من نوع lieder منها «أغنية البجع» (Swan Song)، بالإضافة إلى أكثر من 100 عمل موسيقي للبيانو التي تضمن مقطوعات موسيقية من عدة أنواع مثل bagatelles, fugue, prelude, sonatas. قامت بتأليف مقطوعات موسيقية صوتية التي تضمنت مؤلفتها الشهيرة من نوع «كانتاتا» (cantata) والتي هي “Oratoriumnach den Bildern de Bibel”. قامت كذلك بتأليف مقطوعات أدواتية موسيقية كالمقطوعات المخصصة للأدوات الموسيقية الوترية والبيانو. بالرغم من ذلك، القليل من أعمالها تم نشرها، والمعظم قد اختفى لأكثر من 100 عام حتى تم اكتشافها مجددًا. إلى يومنا هذا تبقت الكثير من مؤلفاتها التي لم يتم نشرها محفوظة في المكتبات أو المجموعات السرية.

## روابط خارجية
- فاني مندلسون على موقع IMDb (الإنجليزية)
- فاني مندلسون على موقع الموسوعة البريطانية (الإنجليزية)
- فاني مندلسون على موقع ميوزك برينز (الإنجليزية)
- فاني مندلسون على موقع ديسكوغز (الإنجليزية)